# Urgulania

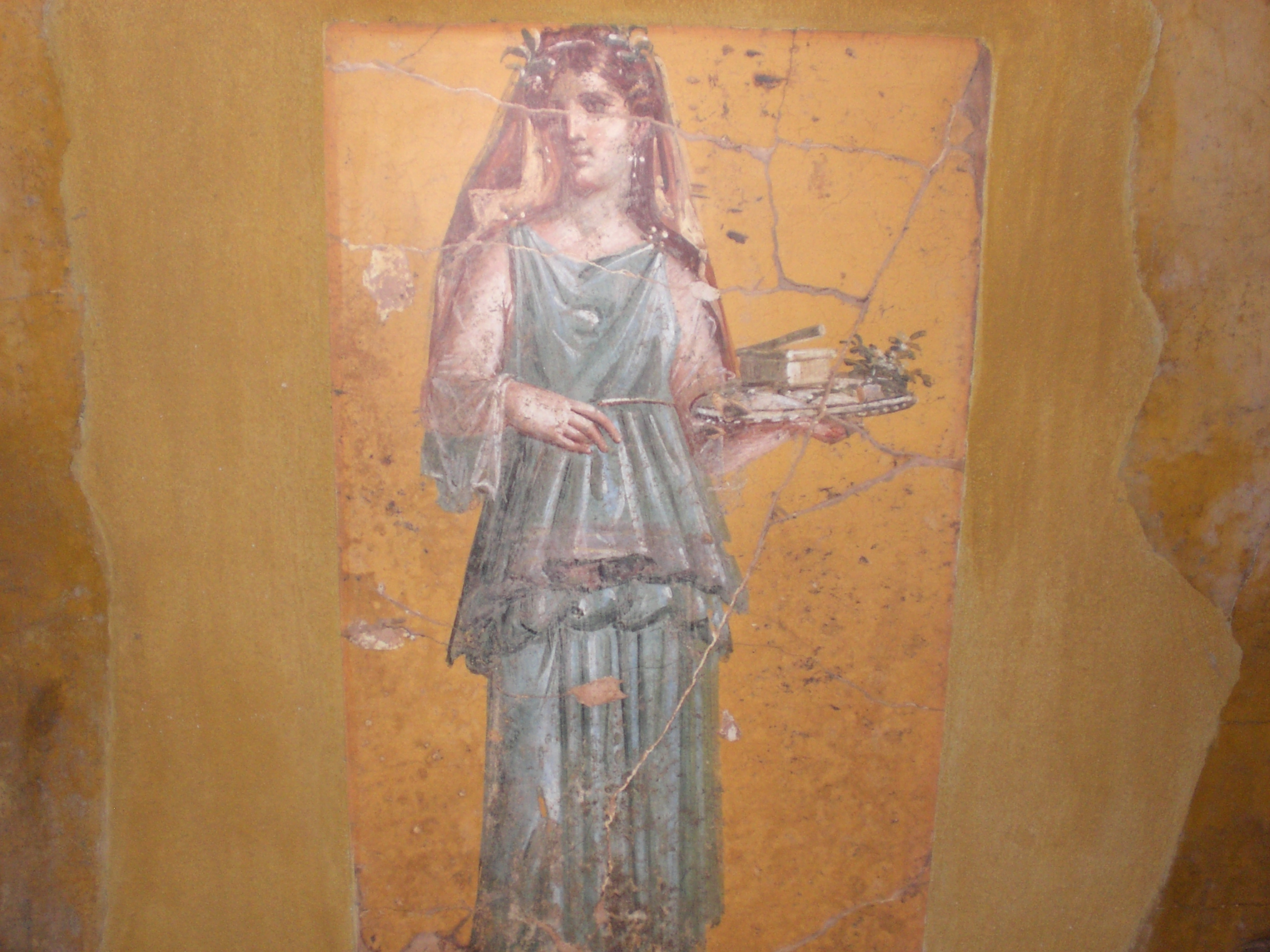
Pintura de una mujer romana.

Urgulania ( fl. 24 d. C.), fue una destacada dama noble durante los reinados de Augusto y Tiberio, debido a su amistad con la emperatriz Livia. Era la madre del general romano Marco Plaucio Silvano (cónsul en el 2 a. C.), quien se había distinguido al luchar junto al futuro emperador Tiberio durante la Gran revuelta ilírica en los Balcanes, y la abuela de Plaucia Urgulanila, la primera esposa del futuro emperador Claudio, y de otro Marco Plaucio Silvano, sospechoso en un notorio caso de asesinato.

## Vida
Poco se sabe de la vida de Urgulania antes del consulado de su hijo. Su esposo, Marco Plaucio Silvano, es solo un nombre. Lily Ross Taylor señala que "Urgulania" era un nombre muy raro, encontrando solo 17 ejemplos de él en los volúmenes del Corpus Inscriptionum Latinarum, la mayoría de los cuales aparecen en el volumen dedicado a las inscripciones encontradas en la ciudad de Roma. Ross duda de que Urgulania se hiciera amiga de Livia antes del matrimonio de su hijo con Larcia, pero está de acuerdo con Ronald Syme en que fue la influencia de la emperatriz la que lo llevó al consulado.
Debido a su cercanía con Livia, Tácito afirma que se mantuvo por encima de la ley. Relata cómo en el año 16 d. C. Lucio Calpurnio Pisón el Augur, disgustado con "la corrupción de los tribunales, el soborno de los jueces, las crueles amenazas de acusaciones de oradores contratados" demandó a Urgulania. Ella rechazó su convocatoria y, en cambio, viajó al palacio imperial donde Livia acordó emitir una declaración contra las acciones de Pisón. Livia llamó a Tiberio, quien hizo que vinieran guardias para protegerlos, lo que obligó a Pisón a ir a ellos en lugar de al tribunal. Livia pagó un arreglo y el asunto quedó cerrado. Tácito relata un segundo juicio en el que se llamó a Urgulania como testigo; ella exigió que el pretor tomara su declaración en su propia casa, en lugar de que asistiera al tribunal. Incluso las vírgenes vestales no tenían este privilegio.
Taylor ofrece un incidente que ilustra cuán cercana se sentía Urgulania hacia la emperatriz. El fasti de Trebula Suffenas, donde los Plaucios Silvanos tenían su hogar ancestral, cuenta que Urgulania celebró el cumpleaños de Livia en el 24 d. C. patrocinando un banquete para los curiales y augustales y un espectáculo de gladiadores para la gente común. Taylor señala: "Este es el único registro municipal conocido de una celebración del cumpleaños de Livia". Sin embargo, vale la pena llamar la atención sobre el hecho de que en el año 24 d. C., el nieto de Urgulania (Marco Plaucio Silvano) había asesinado a su reciente esposa, Apronia, arrojándola desde una ventana y poco después, el futuro emperador Claudio se divorció de su nieta, Plaucia Urgulanila, supuestamente por adulterio e implicación en el asesinato. Por lo tanto, la celebración fue probablemente un intento de salvar el nombre de la familia, más que una expresión de afecto.
Cuando Apronia fue encontrada muerta en su casa, aparentemente empujada desde una gran altura, el propio Tiberio fue a investigar la escena del crimen y encontró que el dormitorio mostraba signos de lucha. Por lo tanto, Silvano estaba implicado, aunque trató de afirmar que estaba dormido cuando ocurrió la muerte y que ella se había suicidado. Antes de que pudiera comenzar el juicio, Urgulania (quizás a instancias de Livia) le envió una daga a su nieto. La usó, ahorrándose a sí mismo (y a ella) la desgracia de ser condenado por asesinato. Fue tras su muerte que su exesposa Fabia Numantina fue acusada de maldecirlo, pero esta acusación fue desestimada. El asesinato tuvo un efecto desafortunado cuando Claudio se divorció de la nieta de Urgulania, Urgulanila, debido a un posible papel en el asesinato de Apronia, aunque también fue acusada de adulterio con un liberto. Cinco meses después del divorcio, dio a luz una hija, Claudia, a quien Claudio se negó a reconocer.